# Егорейченко, Александр Андреевич
Александр Андреевич Егорейченко (23 апреля 1955 — 2 декабря 2021) — белорусский историк и археолог. Исследователь эпохи поздней бронзы и железного века на территории Белоруссии и сопредельных регионов. Доктор исторических наук, профессор.
Проделал большую работу в исследовании милоградской культуры. Им было найдено и исследовано поселение на реке Стырь недалеко от агрогородка Федоры.

## Биография
Александр Егорейченко родился в 1955 году в городе Конотоп (Сумская область Украинская ССР). В 1972 году поступил на исторический факультет Белорусского государственного университета, который окончил в 1977 году. В 1980 году окончил аспирантуру Института археологии АН СССР.
С 1980 по 1987 год — научный сотрудник отдела археологии первобытного общества Института истории АН БССР. В 1982 году защитил кандидатскую диссертацию «Поселения Белорусского Полесья в раннем железном веке : VI в. до н. э. — II в. н. э.». С 1988 года работал на кафедре археологии и специальных исторических дисциплин исторического факультета Белорусского государственного университета, сначала доцентом, затем был заведующим кафедрой. В сферу научных интересов главным образом входил период позднего бронзового и железного веков на территории Белоруссии.
2 декабря 2021 года скончался в Минске после продолжительной болезни.

## Работы
- Зарубинецкое селище в Давид-городке